# 若纳唐·达斯涅雷斯·德韦吉
若纳唐·达斯涅雷斯·德韦吉（法語：Jonathan Dasnières de Veigy，1987年1月5日—）是一位法國網球運動員。他主要參加ATP挑戰巡迴賽的賽事。並且他也參加雙打的比賽。

## 外部連結
- 若纳唐·达斯涅雷斯·德韦吉（英文/西班牙文）的官方資料
- 若纳唐·达斯涅雷斯·德韦吉的國際網球總會 職業／青少年 官方資料（英文）
- 若纳唐·达斯涅雷斯·德韦吉的官方資料（英文）